# Aceratium brassii
Aceratium brassii är en tvåhjärtbladig växtart som beskrevs av Albert Charles Smith. Aceratium brassii ingår i släktet Aceratium och familjen Elaeocarpaceae. Inga underarter finns listade i Catalogue of Life.